# آن ماغنوسون
آن ماغنوسون (بالإنجليزية: Ann Magnuson) مواليد 4 يناير 1956 في فيرجينيا الغربية، الولايات المتحدة، هي ممثلة أمريكية بدأت مسيرتها الفنية عام 1979.

## وصلات خارجية
- الموقع الرسمي
- آن ماغنوسون على موقع IMDb (الإنجليزية)
- آن ماغنوسون على موقع ألو سيني (الفرنسية)
- آن ماغنوسون على موقع ميوزك برينز (الإنجليزية)
- آن ماغنوسون على موقع أول موفي (الإنجليزية)
- آن ماغنوسون على موقع قاعدة بيانات الأفلام السويدية (السويدية)
- آن ماغنوسون على موقع إن إن دي بي (الإنجليزية)
- آن ماغنوسون على موقع ديسكوغز (الإنجليزية)
- آن ماغنوسون على موقع قاعدة بيانات الفيلم (الإنجليزية)
- آن ماغنوسون على موقع كينوبويسك (الروسية)